# Mayobanex

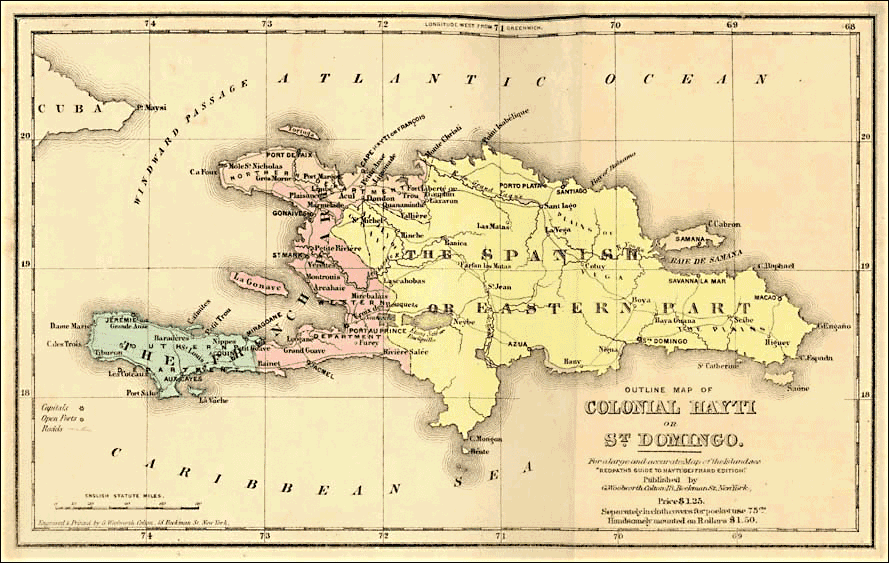
Mapa colonial de l'illa de Santo Domingo

Mayobanex, també conegut com a Mayonabex (Cacic o reietó de l'illa Española o Santo Domingo, que visqué en el segle xv) era obeït per uns indígenes de port bel·licós i ferotges costums, que s'anomenaven ciguayans.
En apropar-se Cristòfor Colom aquella illa, el gener de 1493, fou rebut per aquests indígenes d'una manera hospitalària. El cacic Mayobanex es traslladà a la caravel·la en que havia fet el seu viatge el gran navegant, el qual, en veure la conducta confiada i franca del cacic, el rebé amb molta cordialitat, donant-li llaminadures, com mel i galeta, i li va fer visitar minuciosament la nau. Mayobanex per correspondre als obsequis que li feia Colom, li envià la seva diadema d'or. Se suposa que aquest cacic era el mateix que uns anys més tard (1498) entrà en lluita amb les tropes que comandava Bartomeu Colom. Aquest, en efecte, havia enviat a Mayobanex uns missatgers, a fi que li entregués a un cabdill fugitiu anomenat Guarionex, prometent-li la protecció dels conqueridors si accedia les seves súpliques, i del contrari, l'amenaçà amb terribles represàlies. El cacic, basant-se en la hospitalitat que havia ofert a Guarionex, no va voler entregar-lo, pel que l'adelantat menà cremar immediatament diversos pobles, i envià d'altres missatgers a Mayobanex, comminant novament a que entregués en Guarionex, si no volia que fossin pastura de les flames tots els pobles en que exercia el seu domini Mayobanex.
Però Mayobanex es mostrà inflexible, afirmant mai es podria dir que ell havia venut un hoste, i a fi que Bartomeu Colom no li enviés altres missatgers que poguessin corrompre la fidelitat dels seus súbdits, posà diversos sentinelles, amb ordre expressa de donar mort a quants missatgers enviés l'adelantat. Dos indis que es presentaven amb un altre missatge de Colom, foren travessats amb fletxes pels sentinelles de Mayobanex, i això exasperà tant al adelantat, que va resoldre acabar amb la tossuda tribu del cacic, i avançà tota la seva gent vers la població de Cabrón, on es trobava Mayobanex amb tots els homes de la seva tribu.
Aquests, esglaiats de terror a l'arribada dels espanyols, fugiren covardament, abandonant l'indefens cacic, el qual llavors es refugià, amb la seva família en lloc apartat. Durà uns tres mesos la campanya que emprengueren els espanyols, sense poder trobar el refugi de Mayobanex, i tampoc van poder trobar a Guarionex; tot el país romania desert, doncs els indígenes havien abandonat per temor els atropellaments dels conqueridors. Els espanyols havien pogut capturar a dos indígenes fugitius, l'adelantat els obligà a delatar el refugi del seu cacic.
Coneixedors els espanyols, per les confidències dels dos presoners, del lloc on s'amagava Mayobanex, tractaren de capturar-lo, i per no infondre sospites, alguns es disfressaren d'indis, pintant-se el cos, i ocultaren les seves espases, embolicant-les amb palmes. D'aquesta forma aconseguiren apropar-se al refugi de Mayobanex, i aquest, amb tota la seva família i diversos servents, foren fets presoners. Entre aquests s'hi trobava una germana de Mayobanex, casada amb un altre cacic molt influent, el qual, en assabentar-se la trista sort de la seva esposa, es presentà a Bartomeu Colom i l'oferí sotmetre's amb tots els seus, a canvi de la llibertat de la captiva. Accedí al pacte l'adelantat, alliberant al mateix temps a d'altres presoners; el cacic va complir la seva promesa, i fou sempre un bon aliat dels conqueridors.
Davant aquest acte de clemència de Bartomeu Colom, diversos súbdits de l'infortunat Mayobanex es dirigiren al fort de la Concepció, on residia ladelantat, i li prometeren sotmetre's, implorant ensems la llibertat de tots els captius, i oferint-li diversos presents; l'adelantat accedí a les súpliques d'aquells indis, alliberant a tota la família del cacic, a excepció d'aquest, amb la fi que servis de garant de la fidelitat dels seus súbdits. En aquesta situació restà tres anys, fins que el 1502 fou quan l'enviaren a Castella en una flota que naufragà pel camí. Des de llavors Mayobanex va viure ignorat, acabant foscament els seus dies.
Amb el final de Mayobanex i Guarionex acabà la existència dels dos últims importants cacics d'aquella zona, regió que ja no els pertanyeria mai més ni a ells ni a la seva gent.